# Heinrich Anselm von Ziegler und Kliphausen
Heinrich Anselm von Ziegler und Kliphausen, född den 6 januari 1663 i Radmeritz, död den 8 september 1697 i Liebertwolkwitz, var en tysk romanförfattare.
von Ziegler und Kliphausen, som var stiftsråd i Wurzen och godsägare, skrev bland annat den för tidssmaken synnerligen kännetecknande romanen Die asiatische Banise, oder blutiges doch muthiges Pegu (1688, flera upplagor; till romanen lades 1721 en fortsättning av Johann Georg Hamann; översatt till svenska 1741–1747; ny upplaga 1783), som blev ofantligt omtyckt på grund av stilens om Lohenstein erinrande uppskruvning och svulst, det jämförelsevis måttliga omfånget och det lockande etnografiska ämnet.